# Jean Rousset de Missy
Jean Rousset de Missy (Laon, 26 augustus 1686 – Uithoorn?, 13 augustus 1762) was een Franse Hugenoot en schrijver, sinds zijn vroege jaren actief in de Republiek. Hij was een gerenommeerd historicus en auteur op het gebied van internationaal recht, een voortvarend journalist, en een van de eerste vrijmetselaren in Nederland.

## Jeugd
Geboren in Laon als zoon van protestantse ouders (Jean Rousset en Rachel Cottin), studeerde Rousset aan het Collège du Plessis in Parijs. Na een conflict met zijn schoonmoeder besloot hij dienst te nemen in het Staatse Leger van de Republiek gedurende de Spaanse Successieoorlog, en was aanwezig tijdens de slag bij Malplaquet (1709).

## Jurist
Rousset werkte samen met Jean Dument de Carelskroon (1667–1727), jurist van de Heilig Roomse Keizer Karel VI en auteur van de Corps Universel Diplomatique du Droit des Gens, waar Rousset in 1739 een editie aan bijdroeg.
Zijn werken Recueil historique en Intérêts presens waren toonaangevende naslagwerken voor diplomaten. Rousset benadrukte het belang van vrijwillig of secundair internationaal recht: door verdragen te sluiten, aan te passen of opnieuw te formuleren, herscheppen vorsten, republieken en steden voortdurend het internationale rechtsbestel. Wat het natuurrecht betreft – de zogeheten eerste pijler – verwees hij naar de 17e-eeuwse theoretici Hugo de Groot en Samuel Pufendorf. Het was volgens Rousset de taak van de diplomatieke auteur om heersers en hun adviseurs inzicht te verschaffen in deze veranderlijke rechtsorde. Zoals hij zelf schreef in het voorwoord van zijn Intérêts presens uit 1733:
"La Politique, c'est l'art de gouverner l'Etat, & d'en diriger toutes les Affaires, soit dans la Paix, soit dans la Guerre, relativement à ses Interêts avec les autres Puissances, & conformement au Droit & à la Justice."
Rousset geloofde dat conflicten tussen vorsten konden worden opgelost via vastgelegde procedures, gebaseerd op zowel oudere verdragen (zoals die van Westfalen, Oliva en de Gouden Bul) als moderne overeenkomsten, waaronder de Vrede van Utrecht van 1713. Volgens hem bood het internationale recht dus voldoende middelen om oorlog te vermijden, mits men bereid was te kiezen voor informele of alternatieve vormen van geschillenbeslechting. Daarmee sloot hij aan bij het pragmatische vredesbeleid van zijn tijdgenoten, zoals de Franse premier André-Hercule de Fleury (1653–1743) en de Britse premier Robert Walpole (1676–1745), die voortbouwden op de ideeën van de Franse regent Filips van Orléans (1674–1723), diens minister Guillaume Dubois (1656–1723) en de Britse minister James Stanhope (1673–1721).
Naast zijn werk op het gebied van verdragen was Rousset ook een gezaghebbende stem op het gebied van diplomatiek ceremonieel – een gevoelig onderwerp in de onderlinge rangorde van vorstelijke hoven. Zijn teksten hierover werden ruimschoots geciteerd en in sommige gevallen zelfs letterlijk overgenomen in Franse archiefbronnen.

## Historicus en journalist
Samen met Dumont schreef hij een militair verslag van de Spaanse Successieoorlog, geïllustreerd door Jan van Huchtenburg. Hij schreef ook over Catharina I, Peter de Grote en Filips V. Vanaf 1724 was hij actief als journalist. Hij schreef voor de Mercure historique et politique en zijn correspondentie is deels uitgegeven.

## Politiek engagement en latere leven
In 1748 raakte hij betrokken bij de Oranjerevolutie. Hij werd tijdelijk gevangengezet wegens het publiceren van pamfletten en het lekken van diplomatieke informatie, maar vrijgelaten door Willem IV, die hem benoemde tot raadsman en hofhistoricus. Na een breuk, door zijn betrokkenheid bij de Doelistenbeweging, werd hij ontslagen en vluchtte hij naar Brussel. In 1752 keerde hij terug naar de Republiek. Hij overleed op 13 augustus 1762 in Maarssen of Uithoorn, en werd op 18 augustus begraven in Thamen.

## Vrijmetselarij
Op 4 maart 1735 werd Rousset de Missy aangenomen als Leerling-vrijmetselaar in de eerste Haagse vrijmetselaarsloge. Hij werd gezien als een bondgenoot van Johan Duncan, een Orangistische raadgever van Willem IV die vrijmetselarij gebruikte voor politieke doeleinden. Rousset de Missy combineerde Orangistische sympathie met democratische ideeën. Zijn toetreding viel samen met een periode waarin de loge openlijk Oranjegezind en internationaal georiënteerd was, mede door figuren als Vincent la Chapelle.
- Bibsys: 98010412
- Biblioteca Nacional de España: XX1099338
- Bibliothèque nationale de France: cb12072332t (data)
- Biografisch Portaal: 81206775
- Catàleg d'autoritats de noms i títols de Catalunya: 981058529266206706
- CiNii: DA07515053
- Digitale Bibliotheek voor de Nederlandse Letteren: rous006
- Gemeinsame Normdatei: 119145936
- International Standard Name Identifier: 0000 0001 1867 4108
- KulturNav: bdf7c3eb-0902-43bf-9a6a-cfd0ed00d557
- Library of Congress Control Number: n86828865
- Nationale Bibliotheek van Letland: 000292316
- Nationale Bibliotheek van Tsjechië: mzk2008458732
- Nationale bibliotheek van Australië: 35852819
- Nationale Bibliotheek van Israël: 987007296525805171
- Nationale en Universitaire bibliotheek Zagreb: 000565243
- Nederlandse Thesaurus van Auteursnamen: 081382456
- Istituto Centrale per il Catalogo Unico: CFIV064311
- LIBRIS: 283878
- SNAC: w6vx3hsj
- Système universitaire de documentation: 029006325
- Trove: 1116377
- Virtual International Authority File: 49248563
- WorldCat: E39PBJdWJH3mbKB7y4vX6kRHYP